# Lissodema pictipenne
Lissodema pictipenne es una especie de coleóptero de la familia Salpingidae.

## Distribución geográfica
Habita en Japón.